# Nicole Hannequart
Nicole Hannequart est une verbicruciste québécoise ayant produit quelques dizaines de milliers de grilles de mots croisés.

## Biographie
Nicole Hannequart est verbicruciste depuis 1979.
Elle a signé les mots croisés de diverses publications québécoises dont Le Journal de Montréal («Le mini défi»), le magazine Bel Âge, Échos Vedettes et signe encore la Maxi et la Blanche de Photo Police.
En 2006, elle a publié Le Québec en mots croisés (Éditions La Semaine), en 2008, Québec en 1608 cases (Éditions du Septentrion), en 2009, Le Québec en mots croisés Tome 2, incluant une grille super géante de 4000 cases (Éditions La Semaine), ainsi que Le Tricolore en mots croisés (Éditions de Mortagne). Son tout dernier livre, Montréal en 1642 cases (Éditions du Septentrion), a paru le 6 décembre 2016.

## Source
- L'actualité, 1er août 2006.